# Giovanni Bolzoni
Pour les articles homonymes, voir Bolzoni.
Giovanni Bolzoni   (15 mai 1841 - 21 février 1919), né à Parme est un violoniste, compositeur  et pédagogue italien.

## Biographie
Bolzoni  perd son père alors qu’il est encore enfant, la famille est très pauvre , il reçoit cependant des leçons de solfège, gratuitement par un membre de la chorale du Teatro Regio. Puis il étudie  le violon, le chant , le piano, l’harmonie  et la composition pendant sept ans au Conservatoire Arrigo Boito de Parme. Après avoir été diplômé en 1859, il  commence ses activités en 1864 en tant que premier violon (avec des fonctions d’enseignant suppléant) au Théâtre municipal de Reggio Emilia; puis au théâtre de  Crémone , et , en 1867  à Savone. Il enseigne le violon, puis dirige plusieurs saisons d'opéra dans les grands théâtres italiens. 
En 1874, il remporte un  concours,  et est nommé directeur musical de l'Institut F. Morlacchi à Pérouse, où il est resté jusqu'en 1876.
Il  s’installe à Turin et sur les recommandations de Verdi, obtient la direction du Teatro Regio pour une période de cinq ans (1884-1889).
En juillet 1889, Bolzoni devient directeur du conservatoire de musique de Turin; sous sa direction l’école évolue et multiplie les disciplines. Parmi ses élèves notables figurent les compositeurs Carlo Adolfo Cantù , Giuseppe Blanc, Edgard Varèse ou Leone Sinigaglia.
En 1884, il a dirigé la première de la version révisée de l'opéra de Puccini Le Villi,  accueillie positivement par la critique. 
Bolzoni est mort à Turin le 21 février 1919,.

## Compositions
Bolzoni se distingue dans la musique de chambre et dans de nombreuses compositions symphoniques conçues pour maintenir la tradition de la musique instrumentale italienne.
Quelques compositions :
- Sextet pour hautbois, deux clarinettes, deux bassons et cor,
- l'Heure mystique ; Pax
- Quintette en ré majeur pour piano et cordes ( prix du Quatuor à Milan 1878),
- Quatuor en la majeur (2e Prix Milan 1878 ),
- Trio pour trois violoncelles, plusieurs chansons sans paroles pour cordes seules (Sweet dreams, Serenata à castello medioevale,
- Madrigal, Gavottes), diverses pièces pour piano solo, pour piano et violon, hautbois et piano (chanson, Fantaisie), pour orgue (six Préludes, pastoral),
- Suite en quatre mouvements  dans un style religieux,
- compositions pour voix et piano (cantates pour  trio et quatuor vocal),
- la symphonie-ouverture Jules César (attribuée,  Milan, 1868),
- l'ouverture Saul (Ier prix à Florence, 1868),
- Suite drammatica (gagnant du concours de Bologne, 1873)
- Symphonie en mi majeur (1880),
- parmi, les fantaisies symphoniques , de nombreux  morceaux  pour petits et grands orchestres (Jeunes Talie, Daphnis et Chloé, La poule, Harmonies du soir, Mélancolie du pays, Tempête dans une tasse de thé,  Funérailles, Élegies , Mer idyllique, La Cantate de la patrie, du Travail et de l'humanité (1911).
- Giulia de Gazzuolo (présentée à la compétition du Teatro alla Pergola à Florence en 1869 et non représentée),
- Le mariage civil  (Opéra) (Parme, Teatro Regio, le 11 octobre, 1870),
- La stella delle Alpes (Savona, Teatro Chiabrera , janvier 1871 Parme  et Politeama Reynach, 1875),
- Jella (Piacenza, Teatro Comunale, juillet 3, 1881) et
- l'opéra Scène de Venise à Vienne (présenté à l'exposition de Venise à Vienne, 1899).

Les compositions de Bolzoni sont publiées par Ricordi (Milan), Capra (Turin), Marchetti (Paris), Venturi (Bologne), Brocco (Venise) entre autres.

## Enregistrements
Arturo Toscanini a enregistré une partie de la musique de  Bolzoni; deux représentations de 1943  avec l'Orchestre symphonique de la NBC  ont été conservées sur disque. En 1958, Arthur Fiedler et le Pops Orchestra de Boston enregistrent le Menuet de Bolzoni pour RCA. Sa musique a également été enregistrée par Frederick Fennell et l'Orchestre Pops de Londres  pour Mercury Records ainsi que Neeme Järvi  et l'Orchestre symphonique de Détroit pour Chandos Records.